# Manfred Gerlach
Manfred Gerlach (8. května 1928 Lipsko – 17. října 2011 Berlín) byl německý politik, v letech 1960–1989 místopředseda Státní rady Německé demokratické republiky, v letech 1967–1990 předseda Liberálnědemokratické strany Německa (LDPD) a od prosince 1989 do dubna 1990 předseda Státní rady.

## Kariéra
Po absolvování základní a střední školy se Gerlach v roce 1944 stal soudním úředníkem. Kvůli založení ilegální mládežnické skupiny byl v březnu téhož roku umístěn do Jugendarrest (vězení pro mladistvé).
V roce 1945 vstoupil do Liberálnědemokratické strany Německa. V letech 1947–1952 byl členem saského zemského svazu a členem poradního sboru pro otázky mládeže při ústředním svazu LDPD. V letech 1951–1953 byl místopředsedou strany a v letech 1954–1967 generálním tajemníkem.
V roce 1946 byl spoluzakladatelem Svobodné německé mládeže (FDJ) v Lipsku. V letech 1949–1959 byl členem ústřední rady FDJ. V roce 1949 se stal také poslancem Volkskammer (Sněmovna lidu).
V letech 1951–1954 absolvoval distanční studium a poté v roce 1964 získal titul doktor práv za práci Funktion und Entwicklung der Liberal-Demokratischen Partei Deutschlands im Mehrparteiensystem der Deutschen Demokratischen Republik. V roce 1984 se stal profesorem.

### Lipsko
Gerlach byl od roku 1950 lipským radním a 19. dubna téhož roku byl zvolen starostou města – získal 54 hlasů pro, 13 proti a 6 se zdrželo. Sám později vzpomínal, že získal všechny hlasy zastupitelů SED, ale ne všechny hlasy zastupitelů LDPD. V letech 1952–1954 byl místostarostou Lipska a místopředsedou městské rady.

### Státní rada
Gerlach byl v letech 1960–1989 jedním z místopředsedů Státní rady a místopředsedou Výboru Volkskammer pro národní obranu. V letech 1967–1990 byl předsedou LDPD. Byl také členem předsednictva Národní rady Národní fronty.
Dne 20. září 1989 se stal prvním předním politikem v Německé demokratické republice, který zpochybnil nadvládu SED a vyzval k reformám. Při volbě nového předsedy Volkskammer 13. listopadu 1989 byl poražen Güntherem Maleudou, který získal podporu poslanců SED. Dne 6. prosince 1989 vystřídal Egona Krenze ve funkci předsedy Státní rady. Po prvních svobodných volbách v březnu 1990 byla Státní rada zrušena.

### Pozdější léta
V březnu 1990 se LDPD spojila s dalšími dvěma liberálními stranami a vytvořily Svaz svobodných demokratů, jehož byl Gerlach členem. Ještě téhož roku se Svaz svobodných demokratů spojil se Svobodnou demokratickou stranou, jejíž byl Gerlach také členem. V listopadu 1993 se na základě obvinění z udání členů LDPD sovětským vojenským orgánům vzdal členství ve Svobodné demokratické straně.

## Názory
Gerlach údajně uvítal liberalizaci v SSSR, kterou zahájil Michail Gorbačov. Jeho podpora větší liberalizace a plurality v Německé demokratické republice mu přinesla značnou popularitu, kterou však ztratil kvůli svému váhavému postoji na Die Wende.

## Smrt
Gerlach zemřel 17. října 2011 v Berlíně ve věku 83 let po dlouhé nemoci.

## Dílo
- GERLACH, Manfred. Dem Frieden eine sichere Heimstatt in ganz Deutschland. Berlín: [s.n.], 1961. (německy)
- GERLACH, Manfred. Wir Liberaldemokraten stärken das sozialistische Vaterland. Berlín: [s.n.], 1966. (německy)
- GERLACH, Manfred. Sozialistische Demokratie. Frankfurt nad Mohanem: [s.n.], 1969. (německy)
- GERLACH, Manfred. Wortmeldungen zur Zeitgeschichte. Berlín: Buchverlag Der Morgen, 1980. (německy)
- GERLACH, Manfred. Äußerungen über uns und unsere Zeit. Berlín: Buchverlag Der Morgen, 1985. (německy)
- GERLACH, Manfred. Standortbestimmung. Berlín: Buchverlag Der Morgen, 1989. (německy)
- GERLACH, Manfred. Mitverantwortlich: Als Liberaler im SED-Staat. Berlín: Morgenbuch-Verlag, 1991. ISBN 3-371-00333-7. (německy)
- GERLACH, Manfred. Das Manuskript, das nicht zum Buch werden durfte. Berlín: [s.n.], 2010. ISBN 3-8423-4331-0. (německy)